# Wainwright (Alaska)
Wainwright es una ciudad ubicada en el borough de North Slope en el estado estadounidense de Alaska. En el Censo de 2010 tenía una población de 556 habitantes y una densidad poblacional de 4,99 personas por km².

## Geografía
Wainwright se encuentra en las coordenadas 70°38′51″N 160°0′6″O / 70.64750, -160.00167. Según la Oficina del Censo de los Estados Unidos, Wainwright tiene una superficie total de 111.45 km², de la cual 46.46 km² corresponden a tierra firme y (58.31%) 64.99 km² es agua.

## Demografía
Según el censo de 2010, había 556 personas residiendo en Wainwright. La densidad de población era de 4,99 hab./km². De los 556 habitantes, Wainwright estaba compuesto por el 8.09% blancos, el 0% eran afroamericanos, el 90.11% eran amerindios, el 0% eran asiáticos, el 0% eran isleños del Pacífico, el 0% eran de otras razas y el 1.8% pertenecían a dos o más razas. Del total de la población el 0.36% eran hispanos o latinos de cualquier raza.